# Silene almolae
Silene almolae là loài thực vật có hoa thuộc họ Cẩm chướng. Loài này được J.Gay miêu tả khoa học đầu tiên năm 1949.